# مايك أبل
مايك أبل (بالإنجليزية: Mike Apple)‏ هو لاعب كرة قدم أمريكي، ولد في 22 يونيو 1977 في آكرون في الولايات المتحدة. شارك مع منتخب الولايات المتحدة الوطني لكرة قدم الصالات. أما مع النوادي، فقد لعب مع بيتسبورغ ريفرهوندز.

## وصلات خارجية
- مايك أبل على موقع الاتحاد الدولي (مؤرشف)  (الإنجليزية)
- مايك أبل على موقع قاعدة بيانات كرة القدم.إي يو (الإنجليزية)